# Ribniška ulica
Ribniška ulica je ulica v Mariboru.
Leži pravokotno na Tomšičevo ulico in je usmerjena proti Piramidi. Ime je dobila v 30. letih 20. stoletja. Njeno nadaljevanje so poimenovali Ribniško selo. Nemci so ju leta 1941 združili in preimenovali v Hinter den 3 Teichen, kar pomeni Za tremi ribniki. Leta 1945 so ju Slovenci spet razdelili in jima vrnili slovenski imeni. Čez dve leti so ju spet združili. Ulica je zdajšnje ime dobila po Ribniškem selu, naselju v dolini med Piramido in Kalvarijo.